# Stichting Welzijn en Zorg Doven Zuid-Holland
De Stichting Welzijn en Zorg Doven Zuid-Holland, afgekort WeZoDo, is een in Zoetermeer gevestigde welzijnsstichting voor doven die zich inzet voor de emancipatie en het welzijn van doven in de Nederlandse provincie Zuid-Holland.
Een voorloper van de stichting (WeDoZo) werd opgericht in 1981, haar huidige vorm kreeg de stichting in 2001. Sinds december 2006 is WeZoDo gevestigd in een gebouw, het Gebarenplein genoemd, aan de 5-meistraat in Zoetermeer. Hier worden door WeZoDo diverse activiteiten georganiseerd, voorlichting gegeven en er wordt aandacht geschonken aan de dovencultuur. WeZoDo is aangesloten bij het Dovenschap.
Doordat in Zoetermeer de dovenschool Effatha is gevestigd, wonen er relatief veel doven in Zoetermeer, ongeveer 300. Zoetermeer is daarmee een logische vestigingsplaats voor deze stichting.